# Dysdera imeretiensis
Dysdera imeretiensis là một loài nhện trong họ Dysderidae.
Loài này thuộc chi Dysdera. Dysdera imeretiensis được miêu tả năm 1979 bởi Mcheidze.